# Haftbefehl

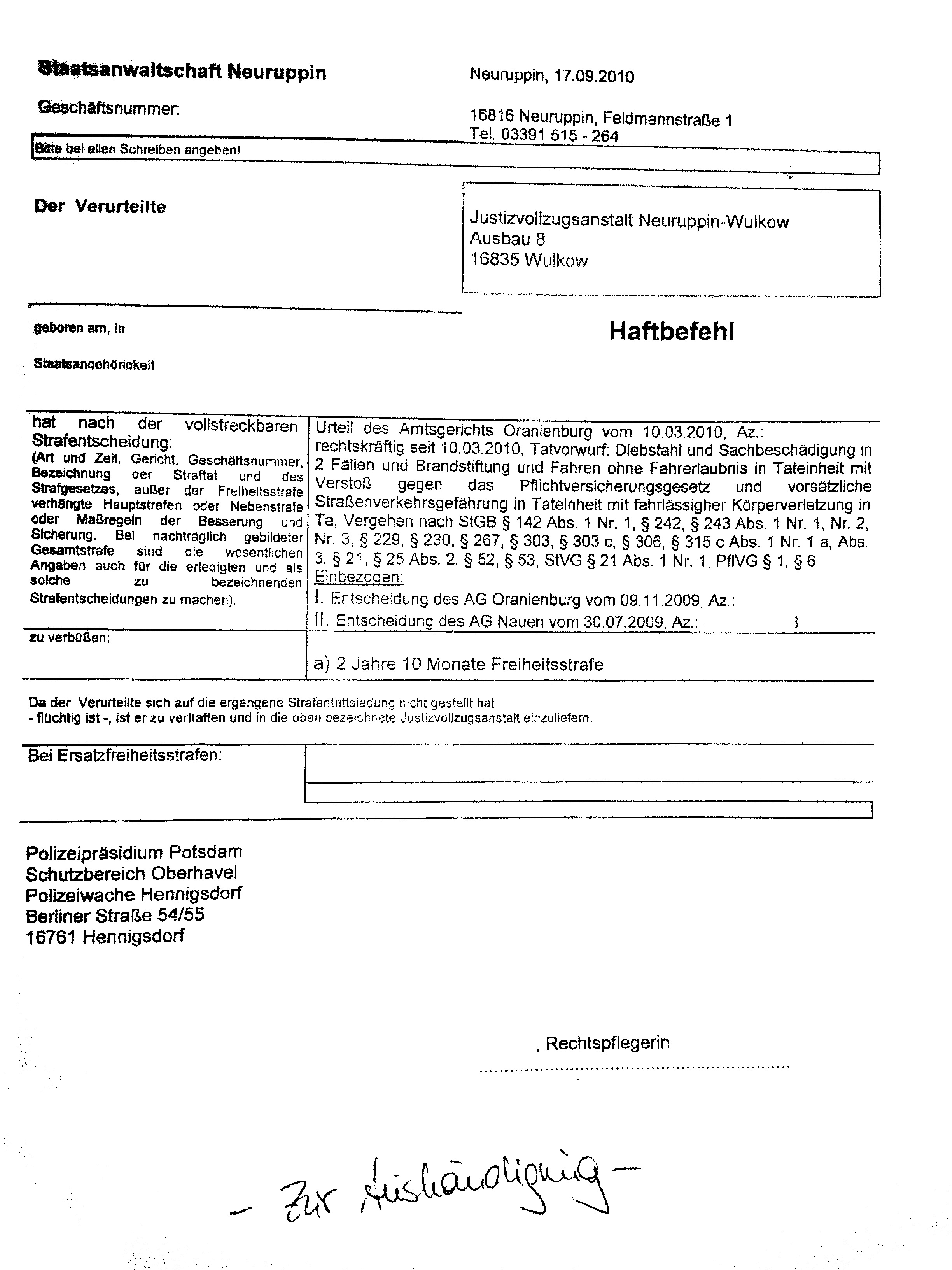
Vollstreckungshaftbefehl der Staatsanwaltschaft Neuruppin aus dem Jahr 2010

Ein Haftbefehl ist die – meist schriftliche – Anordnung eines staatlichen Organs (meist eines Gerichts), einen Menschen in Haft zu nehmen.

## Deutschland

### Statistik
Die pro Jahr neu erfassten Fahndungen wegen offener Haftbefehle im INPOL-neu, dem gemeinsamen Fahndungssystem der Polizei von Bund und Ländern, lagen in den Jahren 2020 bis 2024 zwischen 93.000/Jahr und 149.000/Jahr. Nicht jeder Haftbefehl wird dort vermerkt. Insbesondere erfolgt bei Ersatzfreiheitsstrafen und Haftstrafen, die aus der Freiheit heraus anzutreten sind, anfänglich kein Haftbefehl, sondern eine Ladung zum Haftantritt innerhalb einer gewissen Frist. Auch Ausschreibungen von Personen zum Beispiel zur Aufenthaltsermittlung, sind in der Zahl nicht enthalten. 
Am 1. Juli 2025 war für  147.995 Personen im gemeinsamen Fahndungssystem der Polizei von Bund und Ländern ein Haftbefehl vermerkt. 19.257 sind Personen, die ausschließlich oder unter anderen die deutsche Staatsangehörigkeit besitzen, unter den verbleibenden 128.738 Personen ohne deutsche Staatsangehörigkeit sind die fünf häufigsten Rumänien (16.281 Personen), Polen (12.828), Georgien (7.343), die Türkei (6.382) und Bulgarien (5.317).

### Rechtslage
In die Freiheit der Person darf nach Art. 2 Abs. 2 Satz 3 des deutschen Grundgesetzes nur auf Grund eines Gesetzes eingegriffen werden. Art. 104 Grundgesetz legt fest, dass Freiheitsentziehungen über einen Tag hinaus durch den Richter angeordnet werden müssen.
Haftbefehle können dazu dienen, eine Person durch Polizeigewahrsam an der unmittelbar bevorstehenden Begehung einer Straftat zu hindern oder die ordnungsgemäße Durchführung eines Strafverfahrens, Zivil- oder Verwaltungsprozesses sowie der besonderen Verfahren nach der Abgabenordnung, der Finanzgerichtsordnung oder dem Sozialgerichtsgesetz zu sichern.

### Arten von Haftbefehlen im Strafrecht
Im Strafverfahren gibt es mehrere Arten von Haftbefehlen, wobei ein Haftbefehl für eine vorläufige Festnahme auch entbehrlich sein kann. Beispiele hierfür finden sich in § 127 StPO.

#### Untersuchungshaftbefehl
Der in der Praxis wichtigste Haftbefehl ist der Untersuchungshaftbefehl, dessen Voraussetzungen in den §§ 112 ff. StPO geregelt sind.
Danach kann auch schon vor Abschluss des Hauptverfahrens vom Richter (§ 125) unter bestimmten Voraussetzungen die Verhaftung des Beschuldigten angeordnet werden. Der Beschuldigte muss einer Straftat dringend verdächtig sein, außerdem muss ein Haftgrund vorliegen.
Haftgründe sind Flucht, Fluchtgefahr, Verdunkelungsgefahr oder – subsidiär, d. h. wenn keiner der zuerst genannten Haftgründe besteht – Wiederholungsgefahr (vgl. § 112a Abs. 2 StPO).
Schließlich darf ein Haftbefehl auch nicht unverhältnismäßig sein, das heißt, er muss im Verhältnis zu der zu erwartenden Rechtsfolge stehen.
Bei bestimmten, schwerwiegenden Straftaten (Mord, Totschlag) erlaubt das Gesetz (§ 112 Abs. 3 StPO) auch ohne Vorliegen eines der vorgenannten Haftgründe die Anordnung von Untersuchungshaft (sogenannte absolute Haftgründe). Das Bundesverfassungsgericht hat jedoch entschieden, dass diese Vorschrift so auszulegen ist, dass einer der vorgenannten Haftgründe – in der Regel Fluchtgefahr – zu prüfen ist, wobei eine Vermutung für deren Vorliegen spricht. Kann die Vermutung entkräftet werden, darf auch bei diesen Delikten keine Untersuchungshaft angeordnet werden:

„Es müssen vielmehr auch hier stets Umstände vorliegen, die die Gefahr begründen, daß ohne Festnahme des Beschuldigten die alsbaldige Aufklärung und Ahndung der Tat gefährdet sein könnte. Der zwar nicht mit ‚bestimmten Tatsachen‘ belegbare, aber nach den Umständen des Falles doch nicht auszuschließende Flucht- oder Verdunkelungsverdacht kann u.U. bereits ausreichen.“

Die Untersuchungshaft darf grundsätzlich nicht länger als sechs Monate bis zur Hauptverhandlung andauern. Länger darf sie nur unter ganz bestimmten (engen) Voraussetzungen fortdauern (§ 121 StPO). Hierüber hat auf jeden Fall das jeweils zuständige Oberlandesgericht zu entscheiden.
Der schriftliche Haftbefehl, der im Ermittlungsverfahren einen Antrag der Staatsanwaltschaft voraussetzt, nach Anklageerhebung vom Gericht auch ohne Antrag erlassen werden kann, hat den Namen des Beschuldigten, die Straftat, derer er dringend verdächtigt wird, den Haftgrund, die Tatsachen, aus denen sich dringender Tatverdacht und Haftgrund ergibt, und bei jugendlichen und heranwachsenden Straftätern Ausführungen zur Verhältnismäßigkeit der Untersuchungshaft zu enthalten (§ 114 StPO, § 72 Abs. 1 S. 3 JGG). Wenn sich der Beschuldigte darauf beruft oder es naheliegt, müssen auch bei erwachsenen Beschuldigten Ausführungen zur Verhältnismäßigkeit enthalten sein (§ 114 Abs. 3 StPO). Ein bereits erlassener Haftbefehl ist dem Beschuldigten bei der Verhaftung bekannt zu geben. Danach ist er unverzüglich dem Richter vorzuführen, der darüber entscheidet, ob die Voraussetzungen für den Erlass des Haftbefehls weiterhin vorliegen. Wird der Beschuldigte ergriffen, noch bevor ein Haftbefehl erlassen ist, muss er dem zuständigen Richter vorgeführt werden, der die Voraussetzungen für den Erlass sodann prüft. Kommt er zu dem Ergebnis, dass der Verdacht dringend ist und mindestens einer der oben aufgeführten Haftgründe vorliegt, erlässt er Haftbefehl und verkündet ihn anschließend dem Beschuldigten.
Der Haftbefehl kann im Wege der Haftprüfung aufgehoben oder außer Vollzug gesetzt werden (§ 117 Abs. 1 StPO). Dabei können dem Beschuldigten bestimmte Auflagen gemacht werden, zum Beispiel sich regelmäßig bei der Polizei zu melden, eine bestimmte Sicherheitsleistung (Kaution) zu hinterlegen oder den Kontakt zu bestimmten Personen wie Mitbeschuldigten oder Zeugen zu meiden (§ 116, § 116a StPO).

#### Unterbringungsbefehl
Die einstweilige Unterbringung gemäß § 126a StPO (Unterbringungsbefehl) in einem psychiatrischen Krankenhaus oder einer Entziehungsanstalt kann angeordnet werden, wenn jemand schuldunfähig oder vermindert schuldfähig ist und deshalb gegen ihn ein Strafverfahren voraussichtlich mit der Anordnung einer Maßregel der Besserung und Sicherung enden wird. Eine weitere Anordnungsvoraussetzung ist, dass die öffentliche Sicherheit gefährdet ist und etwa zu erwarten ist, dass die Person erhebliche weitere Straftaten begeht. Es gelten prinzipiell dieselben Vorschriften wie bei der Untersuchungshaft.

#### Haftbefehl in der Hauptverhandlung
Bei (unentschuldigtem) Fernbleiben eines Angeklagten in der Hauptverhandlung kann der Richter einen Haftbefehl erlassen (§ 230 StPO), wenn er sich nicht dazu entscheidet, den Angeklagten zum nächsten Termin vorführen zu lassen. Der Haftbefehl dient nur der Sicherung, der Weiterführung und Beendigung des Strafverfahrens, weshalb er auch gegen einen schuldunfähigen Angeklagten erlassen werden kann.

#### Sicherungshaftbefehl
Ist ein Angeklagter zu einer Freiheitsstrafe, die zur Bewährung ausgesetzt worden ist, verurteilt worden und bestehen Gründe zur Annahme, dass die Bewährung widerrufen wird, kann gegen ihn ein Sicherungshaftbefehl erlassen werden (§ 453c StPO), wenn er zum Beispiel flüchtig ist. Damit soll gewährleistet werden, dass die gegen ihn verhängte Strafe auch vollstreckt werden kann. Des Weiteren kann gegen einen Angeklagten, welcher unentschuldigt nicht zur Hauptverhandlung erschienen ist, ein Sicherungshaftbefehl zur Durchführung der Hauptverhandlung gemäß § 230 StPO erlassen werden.

#### Vollstreckungshaftbefehl
Rechtsgrundlage: § 457 StPO
Stellt sich jemand trotz Ladung zur Vollstreckung einer gegen ihn verhängten Freiheitsstrafe nicht, oder entzieht er sich der Vollstreckung (zum Beispiel wenn der Verurteilte ohne festen Wohnsitz, flüchtig, beispielsweise aus einer Haftanstalt, ist, und sich verborgen hält) so kann gegen ihn ein Vollstreckungshaftbefehl ergehen.
Dies ist der einzige Haftbefehl, den nicht der Richter, sondern die Staatsanwaltschaft, hier der Rechtspfleger erlässt. Grund ist, dass in diesem Fall schon ein Gericht über die Verhängung von Freiheitsstrafe entschieden hat und es hier nur um den Vollzug der gerichtlichen Entscheidung geht.
Gleichfalls ist der Erlass eines Vollstreckungshaftbefehls zulässig, wenn ein Verurteilter eine gegen ihn verhängte Geldstrafe nicht durch Zahlung oder gemeinnützige Arbeit (auch: freie Arbeit) begleicht, und der dann folgenden Ladung zum Antritt der Ersatzfreiheitsstrafe nicht Folge leistet.
Konkludent vom Vollstreckungshaftbefehl umfasst ist außerdem die (richterliche) Anordnung der Durchsuchung der Wohnung des Festzunehmenden, um diesen zu ergreifen. Die festnehmenden Behörden, insbesondere die Polizei, sind damit befugt, auch ohne weitere (besondere) richterliche Anordnung die Wohnung zu betreten und nach der Person zu suchen.

#### Internationaler Haftbefehl
Ein internationaler Haftbefehl ist eigentlich kein eigener „Haftbefehl“, sondern ein Untersuchungs-/Vollstreckungshaftbefehl, der in einer bestimmten Form (zum Beispiel ohne Abkürzungen) ausgestellt ist und einen Antrag auf Auslieferung für den Fall der Festnahme im Ausland beinhaltet (Grundlage: Gesetz über die internationale Rechtshilfe in Strafsachen). Um diesen Unterschied zwischen internationalem Haftbefehl und nationalem Haftbefehl zu betonen, benutzt Interpol offiziell nicht den Terminus internationaler Haftbefehl, sondern die Bezeichnung Red Notice (englisch für ‚Rote Ausschreibung‘).
Ein europäischer Haftbefehl ist ein Unterfall und eigentlich ebenfalls kein „Haftbefehl“, sondern ein Fahndungsmittel. Er erleichtert und ermöglicht die Auslieferung von Straftätern innerhalb der Europäischen Union. Wenn die Justiz eines anderen EU-Staats einen Tatverdächtigen mit diesem Haftbefehl ergreifen will, müssen die deutschen Polizei- und Justizbehörden bei dessen Suche und Festnahme helfen.

#### Rechtsbehelfe
Der Beschuldigte kann sich gegen den Haftbefehl mittels der Rechtsbehelfe der Haftprüfung gem. § 117 Abs. 1 StPO oder der Haftbeschwerde gem. §§ 304 Abs. 1, 117 Abs. 2 S. 1 StPO zur Wehr setzen.

#### Im Zivilrecht
| Hinweis: Die nachstehend beschriebenen Regelungen der ZPO wurden durch das Gesetz zur Reform der Sachaufklärung in der Zwangsvollstreckung mit Wirkung ab 1. Januar 2013 geändert. Das alte Recht gilt weiter für Vollstreckungsaufträge, die bis 31. Dezember 2012 eingingen. Für neuere Vollstreckungsaufträge wurde eine Reihe von Vorschriften, insbesondere die §§ 899 bis 915h ZPO, aufgehoben und es gilt das neue Recht, insbesondere die §§ 802c-802f ZPO zur Vermögensauskunft des Schuldners (bisher eidesstattliche Versicherung), die §§ 802g-802j ZPO zur Erzwingungshaft und die §§ 882b–882h ZPO zum Schuldnerverzeichnis. Einiges muss noch durch entsprechende Quellen belegt werden. |

Hier gibt es den Haftbefehl zur Durchsetzung der Zeugenpflicht (§ 390 II ZPO), zur Erzwingung der Abgabe einer eidesstattlichen Versicherung (ehem. Offenbarungseid) gegenüber einem Gerichtsvollzieher (§ 802g ZPO).
Tatsächlich handelt es sich in Deutschland bei den weitaus meisten Haftbefehlen um solche zur Erzwingung der Abgabe der eidesstattlichen Versicherung. Beides kann der Gläubiger für den Fall beantragen (auch im Voraus), dass die Vollstreckung aus einem Titel (zum Beispiel einem Urteil, einem Vollstreckungsbescheid oder einem Vergleich) erfolglos verläuft bzw. verlaufen ist und der Schuldner einer Ladung zu einem Termin zur Abgabe der Vermögensauskunft keine Folge geleistet, nur ungenügende Angaben gemacht oder die Abgabe verweigert hat. Voraussetzung zur Verpflichtung zur Abgabe der Vermögensauskunft ist nicht allein gemäß § 807 ZPO die erfolglose Zwangsvollstreckung, sondern auch als isolierte Antragstellung gem. § 802 c ZPO möglich; und die Grundlosigkeit der Verweigerung (§ 802g ZPO, § 185b Abs. 3 GVGA).
Eine Zwangsvollstreckung gilt als erfolglos, wenn der Gerichtsvollzieher keine pfändbare Habe bzw. pfändungswürdige Gegenstände oder pfändbares Bargeld beim Schuldner vorgefunden hat. Auch ein- oder mehrmaliger Versuch der Vollstreckung ohne Einlass in die Wohnung des Schuldners (einmalig unter vorheriger schriftlicher Terminankündigung) oder Widerspruch des Schuldners gegen die Wohnungsdurchsuchung zur Auffindung pfändbarer Gegenstände kann als erfolglose Vollstreckung gelten.
Der zur Vollstreckung stehende Betrag (auch nur ein Teilbetrag) ist dem Gerichtsvollzieher vom Gläubiger im Formalauftrag gem. GVFV mitzuteilen. Dies stellt jedoch noch keinen ausreichenden Grund dar, sich der Vollstreckung bzw. Abgabe einer EV zu verweigern.
Mit dem Haftbefehl geht die Befugnis des Gerichtsvollziehers einher, die Wohnung des Schuldners ggfs. gewaltsam zu öffnen und den Schuldner unter Anwendung unmittelbaren Zwangs zu verhaften (§ 758a Abs. 2 ZPO). Soll der Haftbefehl zur Unzeit vollstreckt werden (nachts zwischen 21 und 6 Uhr und/oder an Sonn- und Feiertagen), muss dies gesondert beim Vollstreckungsgericht beantragt werden.
Gegen den Haftbefehl steht dem Schuldner die sofortige Beschwerde nach § 793 ZPO offen. In diesem Verfahren wird lediglich geprüft, ob der Haftbefehl formell ordnungsgemäß erlassen wurde, also ob die allgemeinen und besonderen Vollstreckungsvoraussetzungen vorliegen und ob der Schuldner seiner Pflicht zur Abgabe der Vermögensauskunft nicht nachgekommen ist. Mit materiell-rechtlichen Einwendungen gegen den zugrundeliegenden Vollstreckungstitel kann der Schuldner im Verfahren der sofortigen Beschwerde nicht gehört werden, hierfür ist auf die Vollstreckungsabwehrklage zu verweisen. Die sofortige Beschwerde gegen den Haftbefehl hat nach § 570 Abs. 1 ZPO aufschiebende Wirkung.
Tatsächlich werden Haftbefehle zur Erzwingung der Abgabe der Vermögensauskunft selten durch Inhaftierung des Schuldners vollstreckt. Vielmehr kann der Gläubiger den Gerichtsvollzieher damit beauftragen sog. Drittauskünfte gem. § 802 l ZPO bei Drittstellen wie z. B. Rententräger, Bundeszentralamt für Steuern sowie Kraftfahrtbundesamt einzuholen. Diese Aufträge sind oft erfolgversprechender, da so die Einsicht in Arbeitsverhältnisse, Kontodaten und Halterangaben bezüglich Fahrzeuge ermöglicht wird. Wenn der Schuldner einer Aufforderung zur Abgabe der Vermögensauskunft im Verhaftungsverfahren erneut nicht Folge leistet, kann der Gerichtsvollzieher ihn an jedem Ort des Antreffens – evtl. unter Zuhilfenahme der polizeilichen Hilfskräfte – verhaften und in eine Haftanstalt verbringen, sofern der Schuldner nicht zuvor doch die Vermögensauskunft abgibt oder Zahlung der beizutreibenden Forderung leistet. In der Praxis genügt regelmäßig die Drohung des Gerichtsvollziehers mit der Verhaftung, um den Schuldner zu veranlassen (zumeist direkt in seiner Wohnung) die Vermögensauskunft vor dem Gerichtsvollzieher abzugeben.
Im Gegensatz zur früheren Rechtslage wird der Haftbefehl als solcher seit 2013 nicht mehr im Schuldnerverzeichnis eingetragen und hat somit auch keine negativen Folgen auf die Bonität des Schuldners.

#### Im Verwaltungsrecht
Nach § 62 Aufenthaltsgesetz kann der Richter zur Durchsetzung der Abschiebung einen sogenannten Abschiebungshaftbefehl erlassen. Das Verfahren richtet sich dabei nach den §§ 415ff. FamFG und findet an den Amtsgerichten statt.